# Dante Fabbro
Dante Fabbro, född 20 juni 1998, är en kanadensisk professionell ishockeyback som spelar för Nashville Predators i National Hockey League (NHL). Han har tidigare spelat för Boston University Terriers i National Collegiate Athletic Association (NCAA).
Fabbro draftades av Nashville Predators i första rundan i 2016 års draft som 17:e spelare totalt.

## Statistik
| 2012–2013   | Burnaby Winter Club        | PCBHL       | 58  | 25 | 53 | 78 | 48 | —  | — | —  | —  | —  |
| 2013–2014   | Vancouver NW Giants        | BC MML      | 38  | 22 | 39 | 61 | 44 | 6  | 2 | 8  | 10 | 12 |
|             | Langley Rivermen           | BCHL        | 2   | 0  | 0  | 0  | 0  | —  | — | —  | —  | —  |
| 2014–2015   | Penticton Vees             | BCHL        | 44  | 4  | 29 | 33 | 16 | 21 | 4 | 11 | 15 | 10 |
| 2015–2016   | Penticton Vees             | BCHL        | 45  | 14 | 53 | 67 | 30 | 11 | 0 | 8  | 8  | 2  |
| 2016–2017   | Boston University Terriers | NCAA        | 36  | 6  | 12 | 18 | 16 | —  | — | —  | —  | —  |
| 2017–2018   | Boston University Terriers | NCAA        | 38  | 9  | 20 | 29 | 22 | —  | — | —  | —  | —  |
| 2018–2019   | Nashville Predators        | NHL         | 4   | 1  | 0  | 1  | 0  | 6  | 0 | 1  | 1  | 0  |
|             | Boston University Terriers | NCAA        | 38  | 7  | 26 | 33 | 39 | —  | — | —  | —  | —  |
| 2019–2020   | Nashville Predators        | NHL         | 64  | 5  | 6  | 11 | 38 | 4  | 0 | 0  | 0  | 2  |
| 2020–2021   | Nashville Predators        | NHL         | 40  | 2  | 10 | 12 | 23 | —  | — | —  | —  | —  |
| 2021–2022   | Nashville Predators        | NHL         | 66  | 3  | 21 | 24 | 24 | 4  | 0 | 0  | 0  | 4  |
| NHL totalt  | NHL totalt                 | NHL totalt  | 174 | 11 | 37 | 48 | 85 | 14 | 0 | 1  | 1  | 6  |
| NCAA totalt | NCAA totalt                | NCAA totalt | 112 | 22 | 58 | 80 | 77 | —  | — | —  | —  | —  |

### Internationellt
| Källa: Uppdaterad: 2022-06-08 | Källa: Uppdaterad: 2022-06-08 | Källa: Uppdaterad: 2022-06-08 |         | Utv = Utvisningsminuter | Utv = Utvisningsminuter | Utv = Utvisningsminuter | Utv = Utvisningsminuter | Utv = Utvisningsminuter |
| År                            | Lag                           | Mästerskap                    | Matcher | Mål                     | Assists                 | Poäng                   | Utv                     |                         |
| ----------------------------- | ----------------------------- | ----------------------------- | ------- | ----------------------- | ----------------------- | ----------------------- | ----------------------- | ----------------------- |
| 2015                          | Kanada                        | Ivan Hlinka                   | 4       | 0                       | 0                       | 0                       | 0                       |                         |
| 2016                          | Kanada                        | U18                           | 7       | 0                       | 8                       | 8                       | 16                      |                         |
| 2017                          | Kanada                        | JVM                           | 7       | 0                       | 1                       | 1                       | 0                       |                         |
| 2018                          | Kanada                        | JVM                           | 7       | 0                       | 0                       | 0                       | 0                       |                         |
| 2019                          | Kanada                        | VM                            | 9       | 1                       | 2                       | 3                       | 0                       |                         |
| Junior totalt                 | Junior totalt                 | Junior totalt                 | 25      | 0                       | 9                       | 9                       | 16                      |                         |
| Senior totalt                 | Senior totalt                 | Senior totalt                 | 9       | 1                       | 2                       | 3                       | 0                       |                         |